# Jean Zerbo
Jean Zerbo là một Hồng y người Mali của Giáo hội Công giáo Rôma, ông hiện đang năm giữ chức vụ Tổng giám mục Tổng giáo phận Bamako.

## Tiểu sử
Hồng y Jean Zerbo sinh ngày 27 tháng 12 năm 1943 tại Segou. Từ nhỏ, cậu bé Zerbo đã có chí hướng đi tu, sau một khoảng thời gian dài tu học, ngày 10 tháng 7 năm 1971, tại giáo phận quê nhà Segou, Phó tế Zerbo được phong chức linh mục. Sau khi thụ phong, vị linh mục trẻ còn tiếp tục con đường tu học của mình tại Lyon, Pháp. Sau đó, ông học tại Học viện Kinh Thánh ở Rôma trong vòng bốn năm từ năm 1977 đến năm 1981. Ông kết thúc việc học tại đây và tốt nghiệp với văn bằng Cao Học Kinh Thánh. Sau đó, ông trở về quê hương. Năm 1982, ông được giám mục giáo phận chọn làm linh mục chánh xứ ở Markala và kiêm nhiệm chức vụ giáo sư Đại chủng viện Bamako.
Tòa Thánh thông báo việc bổ nhiệm linh mục Jean Zerbo làm Giám mục Phụ tá của Tổng giáo phận Bamako ngày 21 tháng 6 năm 1988. Sau đó sáu năm, ngày 19 tháng 12 năm 1994, Giáo hoàng Gioan Phaolô II quyết định thuyên chuyển ông trở thành Giám mục chính tòa Giáo phận Mopti. Bốn năm sau, ngày 27 tháng 6 năm 1998, giáo hoàng đã quyết định chọn ông làm Tổng giám mục của giáo phận quê nhà - Tổng giám phận Bamako. Tổng giám mục Zerbo đóng vai trò tích cực trong các cuộc đàm phán hòa bình ở Mali. Ông giành được sự kính trọng của người dân Mali bất kể lương giáo, nguyên do là vì vị Tổng giám mục xứ Bamako là người đi tiên phong trong việc chống lại sự loại trừ và thúc đẩy hòa giải và liên đới giữa người Mali.
Ngày 28 tháng 6 năm 2017, ông được Giáo hoàng Phanxicô vinh thăng Hồng y.